# Andrea Aiuti

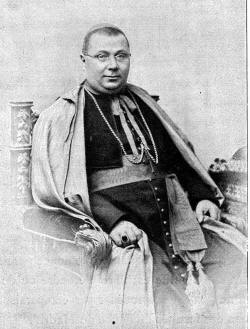
Kardinaal Andrea Aiut (1895)

Andrea Aiuti (Rome, 17 juli 1849 - aldaar, 28 april 1905) was een Italiaans geestelijke en kardinaal van de Rooms-Katholieke Kerk.
Aiuti studeerde aan het Pauselijk Romeins Seminarie, waar hij promoveerde in de filosofie, de theologie en het canoniek recht. Hij werd op 22 september 1871 priester gewijd. Hij werd in 1876 secretaris van de apostolisch internuntius in Brazilië, later chargé d'affaires op de internuntiatuur. In 1879 werd hij secretaris van de nuntiatuur in Beieren, in 1882 auditor. In 1886 vervulde hij die functie bij de apostolische delegatie in Brits-Indië. In 1887 werd hij apostolisch delegaat in India en titulair aartsbisschop van Achrida. In 1891 keerde hij terug naar Rome. Hij werd kanunnik van de Sint-Jan van Lateranen en secretaris van de H. Congregatie tot Voortplanting des Geloofs, vooral belast met zaken die met de oosterse kerken verband hielden.
In 1893 werd hij titulair aartsbisschop van Damietta en nuntius in Beieren. Drie jaar later werd hij benoemd tot nuntius in Portugal. In 1898 werd hij bedeeld met de erefunctie bisschop-troonassistent van Zijne Heiligheid.
Paus Leo XIII creëerde hem kardinaal tijdens het consistorie van 22 juni 1903. De Girolamo degli Schiavoni werd zijn titelkerk. Kardinaal Aiutti nam deel aan het conclaaf van 1903 dat leidde tot de verkiezing van paus Pius X. Hij overleed twee jaar daarna en werd begraven in het familiegraf op Campo Verano.
- Gemeinsame Normdatei: 116274727
- International Standard Name Identifier: 0000 0000 1025 5964
- Virtual International Authority File: 54895899
- WorldCat: E39PBJfcRB6CmyRmDpgKwk94bd